# Hrabstwo Brown (Nebraska)

Piramida wieku hrabstwa

Hrabstwo Brown – hrabstwo położone w USA w stanie Nebraska z siedzibą w mieście Ainsworth. Założone w 1883 roku.

## Sąsiednie hrabstwa
- Hrabstwo Keya Paha (Nebraska)
- Hrabstwo Rock (Nebraska)
- Hrabstwo Loup (Nebraska)
- Hrabstwo Blaine (Nebraska)
- Hrabstwo Cherry (Nebraska)

## Park Narodowy
- Niobrara National Scenic River

## Miasta
- Ainsworth
- Johnstown (wieś)
- Long Pine